# Megalitické chrámy na Maltě
Megalitické chrámy na Maltě z historického období neolitika patří k nejznámějším památkám bohaté historie Malty. Sedm těchto sakrálních staveb bylo dáno na seznam Světového dědictví organizace UNESCO.

## Pozadí
Celkem je známo kolem 45 staveb, ovšem jen několik málo je jich dobře zachovalých. Vznik nejstarších se datuje na období kolem 4100 př. n. l.
O účelu chrámů byly vedeny dlouhé spekulace. Dnes se vychází z toho, že se jedná o obřadné, sakrální stavby, které plnily mimo jiné i úlohu zprostředkováni věšteb. Zachovány jsou i obřadní oltáře a obětní prostory. Půdorys chrámů se dobou měnil, většinou se jedná o eliptické, lehce konkávní a spolu spojené místnosti; předpokládá se, že místnosti byly pokryty střechou (dřevěné trámy, došky atp.). Vznik nejstarších se datuje na období kolem 4100 př. n. l. Několik chrámů bylo dáno na seznam Světového dědictví organizace UNESCO.

## Chrámy
K nejzachovalejším chrámům patří:

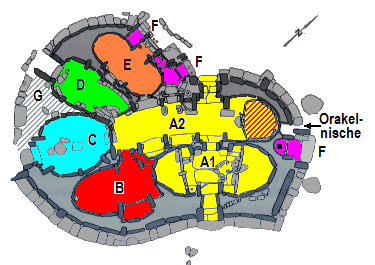
Typický půdorys chrámu, zde Ħaġar Qim (jižní chrám)

- Tarxien: komplex chrámů různého stáří z doby asi 3800 až 2500 př. n. l., rozloha asi 77 × 45 m. Leží uprostřed stejnojmenného města jižně od Valletty. Vyznačuje se dobře zachovalými ornamenty a reliéfy na kamenech, mimo spirál jsou tam i zvířecí motivy. Nález zbytků kolosální figury Magna Mater, původně asi tři metry vysoké.
- Ħaġar Qim : pochází z pozdní neolitické doby, asi 3000 př. n. l., asi 40 x 40 m. Pozůstává z celkem tří chrámů, jež se nacházejí na jižním osamoceném pobřeží oproti ostrůvku Filfla Island. Do zdi je zabudován největší monolit maltských chrámů (3 x 6 m, váha 20 tun).
- Mnajdra: asi 3600 až 2800 př. n. l., asi 40 × 40 m. S trochu zachovalejšími ornamenty než Ħaġar Qim, od kterého leží vzdálen asi 300 metrů.
- Ġgantija (na ostrově Gozo): asi 3800 až 3000 př. n. l., asi 45 × 35 m. Mnoho mezi sebou spojených monolitů vážících mnoho tun.

K dalším chrámům patří: Ta' Hagrat, Skorba, Borg In-Nadur, Tal-Quadi, Tas-Silg, Ta' Marziena, Santa Verna a další.